# Concistori di papa Innocenzo XII

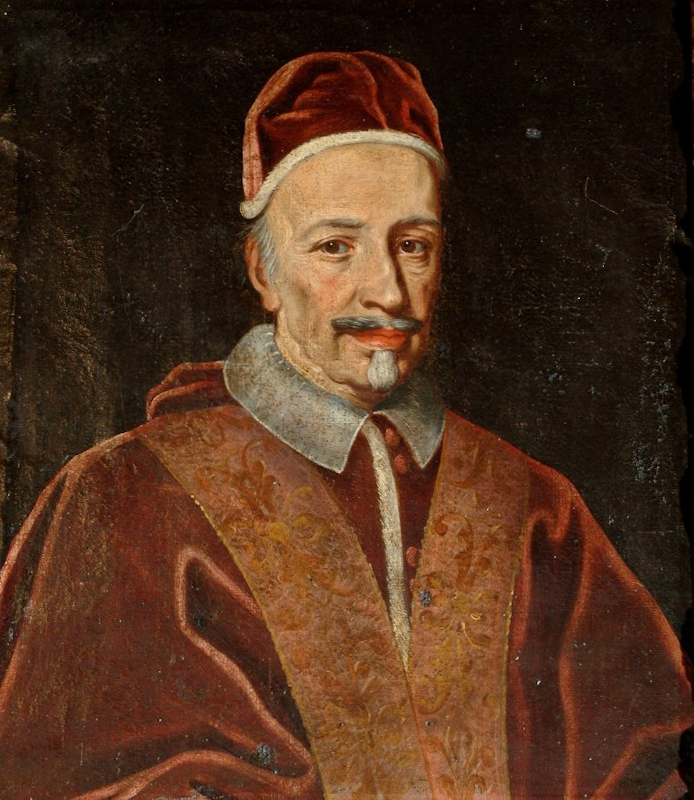
Papa Innocenzo XII

Questa voce raccoglie l'elenco completo dei concistori per la creazione di nuovi cardinali presieduti da papa Innocenzo XII, con l'indicazione di tutti i cardinali creati. In quattro concistori, Innocenzo XII ha creato 30 cardinali, provenienti da cinque nazioni: 23 italiani, 3 francesi, 2 spagnoli, 1 tedesco e 1 portoghese.

## 12 dicembre 1695 (I)
Il 12 dicembre 1695, durante il suo primo concistoro, papa Innocenzo XII creò 14 nuovi cardinali, di cui 2 nominati in pectore:
- Jacopo Antonio Morigia, B., arcivescovo di Firenze; creato cardinale presbitero (riservato in pectore, pubblicato nel concistoro del dicembre 1698, col titolo di Santa Cecilia ricevuto nell'aprile 1699) (morto nell'ottobre 1708)
- Sebastiano Antonio Tanara, arcivescovo titolare di Damasco, nunzio apostolico in Austria; creato cardinale presbitero dei Santi Quattro Coronati (titolo ricevuto nel maggio 1696) (morto nel maggio 1724)
- Giacomo Boncompagni, pronipote di Papa Gregorio XV, arcivescovo di Bologna; creato cardinale presbitero di Santa Maria in Via (morto nel marzo 1731)
- Giovanni Giacomo Cavallerini, arcivescovo titolare di Nicea, nunzio apostolico in Francia; creato cardinale presbitero di San Bartolomeo all'Isola (titolo ricevuto nel maggio 1696) (morto nel febbraio 1699)
- Federico Caccia, arcivescovo di Milano; creato cardinale presbitero di Santa Pudenziana (titolo ricevuto nell'agosto 1696) (morto nel gennaio 1699)
- Taddeo Luigi dal Verme, vescovo di Fano; creato cardinale presbitero di Sant'Alessio (morto nel gennaio 1717)
- Baldassare Cenci, senior, arcivescovo titolare di Larissa, prefetto della Casa Pontificia; creato cardinale presbitero (riservato in pectore, pubblicato nel concistoro del novembre 1697, col titolo di San Pietro in Montorio) (morto nel maggio 1709)
- Tommaso Maria (Pier Agostino) Ferrari, O.P., maestro del Sacro Palazzo Apostolico; creato cardinale presbitero di San Clemente (morto nell'agosto 1716)
- Giuseppe Sacripante, referendario dei Tribunali della Segnatura Apostolica; creato cardinale presbitero di Santa Maria in Traspontina (morto nel gennaio 1727)
- Celestino Sfondrati, O.S.B., pronipote di papa Gregorio XIV, principe-abate di San Gallo (Svizzera); creato cardinale presbitero di Santa Cecilia (morto nel settembre 1696)
- Enrico (Girolamo) Noris, O.S.A., primo custode della Biblioteca Apostolica Vaticana; creato cardinale presbitero di Sant'Agostino (morto nel febbraio 1704)
- Giambattista Spinola, junior, governatore di Roma e vice-camerlengo di Santa Romana Chiesa; creato cardinale diacono di San Cesareo in Palatio (morto nel marzo 1719)
- Domenico Tarugi, uditore della Sacra Rota Romana; creato cardinale presbitero di Santa Maria della Scala (pro illa vice) (morto nel dicembre 1696)
- Henri Albert de La Grange d'Arquien, padre di Maria Casimira Luisa, regina consorte di Polonia; creato cardinale diacono di San Nicola in Carcere (diaconia ricevuta nell'aprile 1696) (morto nel maggio 1707)

## 22 luglio 1697 (II)
Il 22 luglio 1697, durante il suo secondo concistoro, papa Innocenzo XII creò 6 nuovi cardinali, di cui uno nominato in pectore:
- Luiz de Sousa, arcivescovo di Lisbona; creato cardinale presbitero (morto nel gennaio 1702, senza essersi mai recato a Roma per ricevere il titolo)
- Giorgio Cornaro, arcivescovo titolare di Rodi, nunzio apostolico in Portogallo; creato cardinale presbitero dei Santi XII Apostoli (titolo ricevuto nell'aprile 1698) (morto nell'agosto 1722)
- Pierre-Armand du Cambout de Coislin, vescovo di Orléans; cardinale presbitero della Santissima Trinità al Monte Pincio (titolo ricevuto nel marzo 1700) (morto nel febbraio 1706)
- Fabrizio Paolucci, vescovo di Macerata e Tolentino, nunzio apostolico in Germania; creato cardinale presbitero (riservato in pectore, pubblicato nel dicembre 1698, col titolo ricevuto nel gennaio 1699 dei Santi Giovanni e Paolo) (morto nel giugno 1726)
- Alfonso de Aguilar Fernández de Córdoba, canonico capitolare delle Cattedrali di Cordova e Toledo; creato cardinale presbitero (morto nel settembre 1699, senza essersi mai recato a Roma per ricevere il titolo)
- Vincenzo Grimani, nobile e diplomatico veneziano; creato cardinale diacono di Sant'Eustachio (diaconia ricevuta nel maggio 1698) (morto nel settembre 1710)

## 14 novembre 1699 (III)
Il 14 novembre 1699, durante il suo terzo concistoro, papa Innocenzo XII creò 9 nuovi cardinali, di cui 3 nominati in pectore, dei quali due non vennero mai pubblicati:
- Niccolò Radulovich, arcivescovo di Chieti, segretario emerito della S.C. per i Vescovi e i Regolari; creato cardinale presbitero di San Bartolomeo all'Isola (morto nell'ottobre 1702)
- Giuseppe Archinto, arcivescovo di Milano, nunzio apostolico in Spagna; creato cardinale presbitero di Santa Prisca (titolo ricevuto nel marzo 1701) (morto nell'aprile 1712)
- Andrea Santacroce, arcivescovo titolare di Seleucia di Isauria, nunzio apostolico in Austria; creato cardinale presbitero di Santa Maria del Popolo (morto nel maggio 1712)
- Marcello d'Aste, arcivescovo titolare di Atene, segretario emerito della S.C. per i Vescovi e i Regolari; cardinale presbitero dei Santi Silvestro e Martino ai Monti (morto nel giugno 1709)
- Daniello Marco Delfino, arcivescovo-vescovo di Brescia; creato cardinale presbitero di Santa Susanna (morto nell'agosto 1704)
- Sperello Sperelli, vescovo emerito di Terni; creato cardinale presbitero (riservato in pectore, pubblicato dieci giorni dopo col titolo di San Giovanni a Porta Latina) (morto nel marzo 1710)
- Giovanni Maria Gabrielli, O.Cist., già abate generale del suo Ordine, qualificatore del Sant'Uffizio; creato cardinale presbitero di Santa Pudenziana (morto nel settembre 1711)

## 21 giugno 1700 (IV)
Il 21 giugno 1700, durante il suo quarto concistoro, papa Innocenzo XII creò 3 nuovi cardinali:
- Louis-Antoine de Noailles, arcivescovo di Parigi; creato cardinale presbitero di Santa Maria sopra Minerva (titolo ricevuto nel gennaio 1701) (morto nel maggio 1729)
- Johannes Philipp von Lamberg, principe-vescovo di Passavia; creato cardinale presbitero di San Silvestro in Capite (titolo ricevuto nel gennaio 1701) (morto nell'ottobre 1712)
- Francisco Antonio de Borja-Centelles y Ponce de Léon, canonico capitolare della Cattedrale di Toledo; creato cardinale presbitero (morto nell'aprile 1702, senza essersi mai recato a Roma per ricevere il titolo)

## Fonti
- (EN) Salvador Miranda, Innocent XII, su fiu.edu – The Cardinals of the Holy Roman Church, Florida International University.